# Марк Туллий Тирон
Марк Ту́ллий Тиро́н (лат. Marcus Tullius Tirō, около 103 — около 4 гг. до н. э.) — образованный раб, а позже вольноотпущенник и друг Марка Туллия Цицерона, написавший биографию своего господина, издавший его речи и письма и составивший сборник его остроумных слов, анекдотов, изречений.
Тирон был автором грамматических и энциклопедических трудов и изобретателем римской стенографии: под именем «Тироновых значков» был известен большой список стенографических знаков.
Английский писатель Роберт Харрис издал в трёх книгах жизнеописание Цицерона, повествование в котором ведёт Тирон.